# Betty Friedan
Betty Naomi Goldstein Friedan, född Goldstein den 4 februari 1921 i Peoria, Illinois, död 4 februari 2006 i Washington, D.C., var en amerikansk feminist, debattör, aktivist och författare. 
Friedan blev känd genom publiceringen av boken The Feminine Mystique (Den feminina mystiken) år 1963. Hon presenterade sig genom verket som en vanlig hemmafru som kommit till insikt om att denna roll var otillfredsställande för kvinnor. Friedan var med och grundade National Organization for Women och var dess första ordförande 1966–1970. Friedan skapade National Association for the Repeal of Abortion Laws, känt idag under namnet Naral Pro-Choice America år 1969. Friedan har betraktats som en nyckelfigur i frihetsrörelsen för kvinnor i slutet av 1960-talet och feminismens andra våg.

## Den feminina mystiken
I Den feminina mystiken talar Friedan bland annat om "problemet utan namn", hemmafrusjukan. Friedan analyserade de sociala och ekonomiska mekanismerna som påtvingade kvinnorna rollen som enbart hemmafru och mor. Dessa mekanismer var särskilt starka under tiden efter andra världskriget när soldaterna hade återvänt hem och återtog de platser och roller i samhället som hade intagits av kvinnor under männens frånvaro. Friedan protesterade mot detta rolltvång som hon upplevde som kvävande. Friedan utgick och understödde sina iakttagelser utgående från historia, psykologi, ekonomi och sociologi samt kvinnor hon hade intervjuat under tidsperioden för bokens skrivande.
Under 1950-talet hade handlade kvinnoidealet i Amerika om att vara hemmafru. Bland kvinnor hade kvinnlighet, moderskap, äktenskap och utseende börjat prioriteras framför karriär eller utbildning, något Betty Friedan kallade "Den feminina mystiken". Det var allt färre kvinnor som studerade på collegenivå och genomsnittsåldern för giftermål sjönk. Friedan hade märkt en otillfredsställelse bland hemmafruar, det s.k. ”problemet utan namn”. Kvinnor kunde inte sätta ord för varför de var otillfredsställda och det fanns en skam i att erkänna att rollen som hemmafruar inte tillfredsställde eller gjorde dem själva lyckliga. Kvinnorna trodde i de flesta fallen att de var ensamma i känslan av olyckan. År 1960 började olika förslag komma upp i media för att försöka hitta en lösning till problemet. En slutsats var att det potentiellt inte fanns en lösning till otillfredsställelsen kvinnorna upplevde, något Friedan vägrade acceptera. Friedan såg kopplingar mellan olika företeelser och problem som kvinnor gick genom med ”problemet utan namn” och den feminina mystiken.
Friedan menade att media bidrog till glorifieringen av kvinnans roll som hemmafru. I tidningar riktade till kvinnor under 1950-talet presenterades inget innehåll om politik eller det offentliga livet, istället handlade tidningar om hemmet och familjen. Under trettio- och fyrtiotalet hade det funnits artiklar om kvinnor som självständiga, yrkesfärdiga personer, något som försvann under 1950-talet. Damtidningsbranschen hade även blivit mycket mer mansdominerad under 1950-talet och de kvinnorna som var kvar i branschen ändrade sitt sätt att skriva artiklar till en stil som var mycket mer dominerad av hemmafruidealet. Kvinnor som inte passade in i dessa ideal demoniserades genom olika artiklar. Vidare uppehölls hemmafruidealet för affärsrelaterade orsaker. Hemmafrun blev ett lätt mål att sälja produkter till och olika bolag försökte skapa ett behov att köpa produkter vilket skulle bli ett sätt att fylla tomheten och att skapa en identitet för kvinnorna.
Den enda möjliga rollen för kvinnor som hemmafruar hade lett till att kvinnorna led av en identitetskris. Genom att sträva efter hemmafruidealet förtryckte kvinnor delar av sig själva som ville utvecklas och växa. Friedan ifrågasatte psykologins tendens att erkänna manliga identitetskriser men inte kvinnors identitetskriser. Friedan menade att detta speglades även i kulturen då ett vanligt motiv inom t.ex. litteraturen var en man som sökte sin identitet och genom det var tvungen att växa upp. Denna personliga utvecklingen var endast reserverade för män, då kvinnor, enligt "den feminina mystiken" inte skulle växa upp och finna sig själva.

## Ideologi
Betty Friedan har beskrivits som en liberalfeminist. Hon betonade att det är upp till kvinnorna själva att bryta den kvinnliga mystiken och att skapa en egen identitet utanför den identitet som den feminina mystiken skapar åt dem. Samtidigt menade Friedan att det är viktigt att diverse delar av samhället hjälper till att möjliggöra reformeringen av kvinnoidealet och uppluckringen av den feminina mystiken.
Friedan betonade betydelsen av utbildning som en väsentlig del av kvinnornas frigörelse. Friedan använde statistik för att bevisa kvinnors minskade andel bland studenter, professorer och lärare inom högre utbildning. Vid läroverk under 1950-talet hade det skett en orientering mot könsindelad indelning som prioriterade anpassning för kvinnorna som hemmafruar istället för förmågor som kritisk tankeförmåga, något hon kritiserade starkt. Detta bidrog till ett tankesätt bland samtida kvinnor att utbildningen inte skulle spela en roll om de hittade någon att gifta sig med.
Friedan menade att det enda sätt för kvinnor att hitta självförverkligande är genom arbete. Arbetet måste belönas med betald lön och ska inneha en känsla av bidragande till samhället. Friedan menade att kvinnors inträde i arbetslivet och frånvaro från hemmen skulle leda till att barn och män skulle bli mera självständiga. Hon betonade även att kvinnor inte är tvungna att välja karriär eller familj, båda var möjliga.
Under 1980-talet i samband med utgivandet av boken Andra stadiet ändrade Friedan en del av sina ideologier. Under 1960-talet hade Friedan argumenterat att kvinnor ska bli accepterade i samhället och för personlig frigörelse ska de kunna göra allting männen gör. På 1980-talet omfamnade Friedan dock en syn att kvinnor bör acceptera skillnaderna och omfamna sin femininitet. Femininitet bör istället accepteras på samma grunder som maskulinitet i samhället.

## Kritik
Betty Friedans liberalfeministiska ståndpunkt har debatterats och kritiserats. Kritik har riktats mot motsägelsen mellan termerna feminism och liberalism. Liberalism som fokuserar på individen är motsägande mot feminismens idé om att kämpa för kvinnor som en grupp. Friedans liberalfeministiska ståndpunkter har fått kritik för att vara en feminism som är lättsmält för staten, som favoriserat liberalfeminism över mera radikala feminismer. Enligt kritiken kan staten och samhället aldrig kunna överbygga könsskillnader eftersom de existerar på patriarkaliska och kapitalistiska principer som är förtryckande. Friedans fokus på könsjämlikhet i det offentliga har kritiserats eftersom detta inte behöver leda till jämlikhet i det privata. Friedan har kritiserats för en förnekelse och oförstånd av hierarkisk och strukturell förtryck, särskilt ett avståndstagande från kön-klass förtryck för att favorisera en retorik som handlar mera om individualism och ser kvinnor som fria aktörer. Samtidigt har hon, enligt vissa tolkningar, en tendens att använda sig av köns-klass förtryck relaterad retorik utan att erkänna det. Friedans krav på jämlika rättigheter för kvinnor utgår specifikt från uppfattningen av kvinnor som en könsklass.
Friedan kritiserades för att feminismen hon stod för var en feminism som riktade sig till vita medelklasskvinnor;   hon tog inte de skillnader som existerade bland olika grupper av kvinnor i beaktande. Friedan pratade om hur hemmafruar anställde hjälp medan hon aldrig diskuterade kvinnorna som jobbade för hemmafruarna.
Friedans ståndpunkt angående homosexualitet har diskuterats och hon har kritiserats för homofobisk retorik i boken Den feminina mystiken. Hon påstod att svaret till den allt mer synliga homosexualiteten i 1950-talets samhälle kunde finnas i den feminina mystiken, eftersom pojkar och män som blev daltade av sina mammor aldrig kunde växa upp sexuellt. Friedan motsatte framförandet av lesbiska kvinnors rättigheter i organisationen National Organization for Women (NOW) under 1960- och 1970-talet.